# Charles Ray (escultor)
Charles Ray (Chicago, 1953) es un escultor y artista estadounidense. 

## Biografía
Charles Ray, hijo de Helen y Wade Ray, nació en Chicago (Illinois) en 1953. Estudió arte e historia del arte en la Universidad de Iowa, donde obtuvo un grado en Bellas Artes (BFA) en 1975. Allí conoce a Roland Brener, quien le introduce en el mundo de la escultura contemporánea, acercándose, entre otros, a Anthony Caro y al escultor David Smith. En 1979 obtuvo un segundo grado (MFA) por la Escuela de Arte Mason Gross de la Universidad Rutgers.

## Estilo
Para definir el estilo de la escultura de Charles Ray hay que partir de una temática amplia, en obras elaboradas en diferentes materiales y con unas dimensiones variables. Sus intereses son tan amplios como la realidad; sin embargo, en todas sus obras hay una fuerte carga de modelos clásicos, con un rigor formal evidente, partiendo siempre del dibujo y del modelo, lo que ha dado en hablar de una obra realista e hiperrealista. Para muchos críticos de arte su obra se define como la de un escultor de escultores, es decir, un nuevo manierista. 

## Obras
- Plank Piece I–II (1973). [2]
- Ink Box (Cómo funciona una mesa, 1986) - Museo de Arte del Condado de Los Ángeles, Estados Unidos .
- Spinning Spot (1987),
- Moving Wire (1988). [3]
- Family Romance (1993)
- Firetruck (1993). [4]
- Unpainted Sculpture (1997) [5][6]
- Hinoki (2007, Instituto de Arte de Chicago). [7]
- Boy with Frog (Hombre con rana, 2009), Punta della Dogana, Venecia. [8]
- Two Horses (2019). [9]
- Two horses (2019) Metropolitan Museum of Art.
- Jeff (2021) Whitney Biennial
- Boy with Thorn (Lo Spinario), Palazzo dei Conservatori, Museos Capitolinos. [10][11][12][13]